# Světový pohár v biatlonu 2021/2022 – Ruhpolding
6. podnik Světového poháru v biatlonu v sezóně 2021/2022 probíhal od 10. do 16. ledna 2022 na biatlonovém stadiónu Chiemgau-Arena v německém Ruhpoldingu. Na programu podniku byly závody ve sprintech, mužské i ženské štafety a stíhací závody.
Závody světového poháru se v Ruhpoldingu konají obvykle každý rok, ale v roce 2021 byly z důvodu pokračující světové pandemie covidu-19 přesunuty do Oberhofu. Předcházející zde tedy proběhly v lednu 2020.

## Program závodů
Oficiální program:
| Datum     | Disciplína           | Začátek (SEČ) | Počet závodníků |
| --------- | -------------------- | ------------- | --------------- |
| 12. ledna | Sprint (ženy)        | 14:30         | 111             |
| 13. ledna | Sprint (muži)        | 14:30         | 114             |
| 14. ledna | Štafeta ženy         | 14:30         | 23 týmů         |
| 15. ledna | Štafeta muži         | 14:30         | 24 týmů         |
| 16. ledna | Stíhací závod (ženy) | 12:45         | 53              |
| 16. ledna | Stíhací závod (muži) | 14:45         | 58              |

## Průběh závodů

### Sprinty
Závod žen probíhal za bezvětří a vleže střílela většina závodnic – včetně všech českých reprezentantek – bezchybně. Do závodů se po téměř měsíční přestávce vrátila vítězka minulého ročníku světového poháru, Norka Tiril Eckhoffová, ale s dvěma střeleckými chybami dojela až na 19. místě. Lépe se dařilo její krajance a lídryni celkového pořadí Marte Olsbuové Røiselandové, která se díky čisté střelbě a kvalitnímu běhu dostala průběžně do čela závodu. Nejrychlejší běh ve všech kolech však předvedla Švédka Elvira Öbergová a s náskokem více než 20 vteřin potřetí v kariéře, ale poprvé ve sprintu zvítězila. Na stupně vítězů se poprvé v probíhajícím ročníku probojovala Italka Dorothea Wiererová, která především díky rychlé střelbě předstihla Dzinaru Alimbekavovou. Běloruska tak už pošesté v této sezóně obsadila čtvrtou pozici.
Z českých biatlonistek dosáhla nejlepšího výkonu Jessica Jislová, která ve střelbě neudělala žádnou chybu, díky nízkému startovnímu číslu se udržovala zpočátku v cíli na předních příčkách. Brzy ji však před ní začaly dostávat další závodnice, které běžely rychleji. Nakonec skončila na 21. místě. Markéta Davidová s jednou střeleckou chybou vstoje, ale rychlejším během dojela sedm pozic za ní. „Na druhou stranu asi jeden z nejlepších závodů tady. Nevím proč, ale nesedí mi to tu, vždycky se tu hrozně trápím,“ komentovala své výkony v Ruhpoldingu. Body v hodnocení světového poháru získala ještě Lucie Charvátová na 39. místě a do stíhacího závodu postoupila i Eva Puskarčíková z 56. pozice. Postup o dvě vteřiny unikl Tereze Voborníkové.
V Ruhpoldingu nestartovali nejlepší norští závodníci – Johannes a Tarjei Bø, Sturla Holm Laegreid ani Vetle Sjåstad Christiansen. Během závodu mužů se na průběžně první místo dostal díky rychlému běhu a čisté střelbě Litevec Vytautas Strolia. Tou dobou však už odjížděl z poslední střelby s náskokem téměř 20 vteřin Francouz Quentin Fillon Maillet. Na trati získal další náskok, když zaznamenal nejrychlejší běžecký čas a do cíle dojel o více než půl minuty před Litevcem. Bělorus Anton Smolski běžel také velmi rychle, a přes jednu chybu na střelnici odjížděl do posledního kola jen šest vteřin za Litevcem. Dokázal zrychlit a v cíli se zařadil před něj na druhé místo. V druhé polovině startovního pole jel Němec Benedikt Doll, který s čistou střelbou a druhým nejlepším běžeckým časem obsadil odsnul oba závodníky, když sám dojel druhý. Nejlepším Norem v závodě byl jedenáctý Aleksander Fjeld Andersen. Překvapením bylo umístění v první desítce Švýcara Josche Burkhaltera a 25. místo teprve 19letého novozélandského reprezentanta Campbella Wrighta. Pohořel naopak vedoucí závodník disciplíny Émilien Jacquelin, který po čtyřech chybách dojel mimo bodované pozice na 53. místě. Ztratil tak červený trikot ve prospěch Samuelssona.
Čeští reprezentanti startovali jen ve čtyřech, protože si trenéři chtěli ověřit aktuální výkonnost Vítězslava Horniga a Milana Žemličky ve vzájemném souboji v IBU Cupu. V Ruhpoldingu se Čechům však nedařilo, nejlépe z nich skončil Adam Václavík, který s jednou chybou na střelnici dojel na 34. místě. Michal Krčmář se stejným střeleckým výsledkem dokončil závod o osm pozic za ním, ovšem mimo bodované pozice. Mikuláš Karlík se dvěma a Jakub Štvrtecký se čtyřmi omyly na střelnici se umístili až v osmé desítce výsledkové listiny a do nedělního stíhacího závodu nepostoupili.

### Štafety
V závodu žen se zpočátku drželo v čele Norsko zásluhou Marte Olsbuové Røiselandové. Na dalších úsecích však nenasadilo své nejsilnější závodnice, a proto pořadím klesalo až na konečné sedmé místo. Do čela se dostalo Bělorusko s Itálií, ke kterým se připojila Francie. Justine Braisazová-Bouchetová na třetím a Julia Simonová na čtvrtém úseku střílely lépe než soupeřky, a tak francouzské biatlonistky postupně zvyšovaly svůj náskok až na 40 vteřin a s přehledem zvítězily. Druhé místo vybojovaly zásluhou nejlepší střelby Švédky, přestože za ně nejely sestry Öbergovy a po první předávce byly až deváté. Ruským biatlonistkám pomohla k třetí příčce bezchybně střílející Kristina Rezcovová na posledním úseku. Norky obsadily v cíli sedmé místo.
Český tým se zpočátku pohyboval kolem 21. místa, když Eva Puskarčíková udělala na střelnici tři chyby a pomalu běžela. Tereza Voborníková po ní chybovala pětkrát a musela na trestné kolo. Markéta Davidová, která přebírala štafetu na 21. místě, minula celkem dva terče, ale rychlým během se posunula na 16. pozici. Tu pak ještě o jedno místo vylepšila finišující Jessica Jislová. České biatlonistky tak dosáhly nejhoršího umístění v tomto ročníku, přesto si vybojovaly pět účastnických míst pro biatlonové závody na olympijských hrách v Pekingu.
Ve štafetě mužů se nedařilo velkým hlavním favoritům. Francie musela hned po první střelecké položce vinou Fabiena Claudeho na trestné kolo a do úplného čela se již nedostala. Na trestném kole byli zpožděni i Švédi po chybách Peppe Femlinga. Právě Femling při druhé střelecké položce začal sestřelovat terče norského závodníka Andersena, který kvůli pravidlu o nutnosti vystřelení všech nábojů ze zásobníku musel na dvě trestná kola. Následně byly norskému týmu z celkového času odečteny dvě minuty jako kompenzace – 75 sekund za zdržení na střelnici a 45 sekund za trestná kola, díky čemuž obsadili Norové v cíli sedmé místo, přestože v norské nominaci absentovali všichni závodní z čela světového hodnocení. Zvítězila ruská reprezentace, která se celý závod držela v čelní skupině. Na třetím úseku si Alexandr Loginov spolu s Bělorusem Maximem Varabejem vypracoval náskok před ostatními. V posledním úseku pak Maxim Cvetkov získal malý náskok, za něj se zařadil Němec Phillip Nawrath, který v posledním kole zrychloval, ale Cvetkova už předjet nedokázal. Na třetím místě dojelo Bělorusko, pro které to byly první stupně vítězů v této disciplíně od ledna 2006.
Čeští reprezentanti jeli zpočátku v čelní skupině, ale Adam Václavík musel po střelbě vstoje na tři trestná kola a štafeta se propadla na poslední 24. místo. Mikuláš Karlík se pak posunul o čtyři pozice dopředu, i když i on musel vstoje využít všechny náhradní náboje. Ovšem Jakub Štvrtecký nezvládl střelbu vstoje, jel dvě trestná kola a Michalu Krčmářovi předával na 21. místě. Ten sice předjel i štafety, které byly o minutu před ním, ale 18. místo je nejhorší umístění mužské štafety od závodu v Hochfilzenu v prosinci 2017.

### Stíhací závody
Do závodu nenastoupilo hned sedm závodnic, které se do něj kvalifikovaly. Z předních pozic se jednalo například o Mironovovou, Eckhoffovou nebo Herrmannovou. V závodě žen ztratila Elvira Öbergová svůj náskok ze sprintu hned na první střelbě, kdy udělala jednu chybu a odjížděla do druhého kola společně s bezchybně střílející Marte Olsbuovou Røiselandovou. Ta neudělala chybu ani při dalších střeleckých položkách a postupně si vypracovala dvacetivteřinový náskok, se kterým dojela vítězně do cíle – již pošesté v sezóně a počtvrté z pěti stíhacích závodů. Elvira Öbergová po celkově dvou chybách vleže zvládla obě položky vstoje bezchybně a obsadila druhé místo. Za ní se zařadila její sestra Hanna Öbergová, která chybovala pouze při poslední střelbě. Kromě Røiselandové zastřílela jen Finka Suvi Minkkinenová, která se posunula z 52. místa do druhé desítky.
Markéta Davidová střílela vleže čistě a z 28. pozice na startu se posunula na 11. místo. Jela velmi rychle, když zaznamenala pátý nejlepší běžecký čas, ale před cílem zpomalila a předjela ji Švédka Mona Brorssonová; Davidová tak dojela dvanáctá. Přesto to byl její nejlepší výsledek z tohoto stadionu. Jessica Jislová nezasáhla dva terče vstoje, ale pak zrychlila, v posledním kole předjela dvě soupeřky a obsadila 19. pozici. Lucie Charvátová dokončila závod s šesti střeleckými chybami na 43. místě a Eva Puskarčíková s pěti nezasaženými terči o deset pozic za ní jako poslední.
Francouz Quentin Fillon Maillet ztratil v mužském závodě vedení po první střelbě, kdy nezasáhl jeden terč. Díky rychlejšímu běhu pak v druhém a třetím kole dojížděl vedoucího Němce Benedikta Dolla, dostal se před něj však až po třetí střelbě, kdy Doll minul dva terče. Za Mailletem jel pak s odstupem další Němec Erik Lesser. Při poslední střelbě Maillet jednou chyboval, ale čistě nestříleli ani jeho nejbližší soupeři, a tak udržel první místo. Potřetí v řadě tak nenašel v závodu přemožitele. Na druhé místo se probojoval po střelbě Litevec Vytautas Strolia, v poslední kole však zpomaloval a dostal se před něj Rus Alexandr Loginov, který se z 32. místa na startu zlepšil na druhé místo v cíli, Bělorus Anton Smolski a další Francouz Simon Desthieux. Při první střelbě došlo k neobvyklé situaci: někteří biatlonisté z první poloviny startovního pole neměli ještě odstříleno a už přijížděli závodníci z druhé poloviny, takže museli chvíli čekat. Šesti závodníkům byl proto po dojetí do cíle odečteno od 2 do 13 vteřin. 
Z českých biatlonistů dojel nejlépe Adam Václavík, který běžel rychle, ale vinou čtyř chyb na střelnici dosáhl jen na 24. místo v cíli. Michal Krčmář se stejným počtem nezasažených terčů dojel o osm příček za ním. Oba se tak posunuli o deset míst dopředu oproti pozici na startu.

## Umístění na stupních vítězů

### Muži
| Disciplína              | První místo                                                                    | Výkon                                                     | Druhé místo                                                 | Výkon                                                     | Třetí místo                                                           | Výkon                                                     |
| Sprint (10 km)          | Quentin Fillon Maillet                                                         | 23:23,7 (0+0)                                             | Benedikt Doll                                               | 23:30,9 (0+0)                                             | Anton Smolski                                                         | 23:55,8 (0+1)                                             |
| Stíhací závod (12,5 km) | Quentin Fillon Maillet                                                         | 31:30,6 (1+0+0+1)                                         | Alexandr Loginov                                            | 31:39,4 (0+0+1+0)                                         | Anton Smolski                                                         | 31:43,7 (1+1+0+0)                                         |
| Štafeta (4×7,5 km)      | RuskoSaid Karimulla Chalili Daniil Serochvostov Alexandr Loginov Maxim Cvetkov | 1:11:06,1 (0+0) (0+0) (0+2) (0+0) (0+0) (0+2) (0+0) (0+0) | NěmeckoErik Lesser Roman Rees Benedikt Doll Philipp Nawrath | 1:11:13,1 (0+0) (0+1) (0+0) (0+0) (0+1) (0+0) (0+0) (0+0) | BěloruskoMikita Labastau Dmitrij Lasouski Maxim Varabej Anton Smolski | 1:11:29,1 (0+2) (0+0) (0+0) (0+0) (0+1) (0+0) (0+0) (0+0) |

### Ženy
| Disciplína            | První místo                                                                                           | Výkon                                                     | Druhé místo                                                                      | Výkon                                                     | Třetí místo                                                                         | Výkon                                                     |
| Sprint (7,5 km)       | Elvira Öbergová                                                                                       | 19:45,2 (0+0)                                             | Marte Røiselandová                                                               | 20:06,8 (0+0)                                             | Dorothea Wiererová                                                                  | 20:16,9 (0+0)                                             |
| Stíhací závod (10 km) | Marte Røiselandová                                                                                    | 30:55,0 (0+0+0+0)                                         | Elvira Öbergová                                                                  | 31:15,8 (1+1+0+0)                                         | Hanna Öbergová                                                                      | 31:27,4 (0+0+0+1)                                         |
| Štafeta (4×6 km)      | Francie Anaïs Chevalierová-Bouchetová Chloé Chevalierová Justine Braisazová-Bouchetová Julia Simonová | 1:10:50,0 (0+0) (0+2) (0+0) (0+0) (0+0) (0+1) (0+1) (0+0) | Švédsko Johanna Skottheimová Stina Nilssonová Mona Brorssonová Anna Magnussonová | 1:11:25,1 (0+0) (0+0) (0+0) (0+1) (0+0) (0+0) (0+0) (0+1) | Rusko Valeria Vasněcovová Světlana Mironovová Irina Kazakevičová Kristina Rezcovová | 1:12:02,2 (0+0) (0+2) (0+1) (0+1) (0+1) (0+0) (0+0) (0+1) |

## Pořadí zemí
| Pořadí | Země      | 1. místo | 2. místo | 3. místo | Celkově |
| ------ | --------- | -------- | -------- | -------- | ------- |
| 1.     | Francie   | 3        | 0        | 0        | 12      |
| 2.     | Rusko     | 1        | 1        | 1        | 3       |
| 3.     | Švédsko   | 1        | 2        | 1        | 4       |
| 4.     | Norsko    | 1        | 1        | 0        | 2       |
| 5.     | Německo   | 0        | 2        | 0        | 2       |
| 7.     | Bělorusko | 0        | 0        | 3        | 3       |
| 7.     | Itálie    | 0        | 0        | 1        | 1       |
|        | Celkem    | 6        | 6        | 6        | 18      |